# Fraccionamiento Colinas del Sol
Fraccionamiento Colinas del Sol är en ort i Mexiko, tillhörande kommunen Almoloya de Juárez i den västra delen av delstaten Mexiko, i den centrala delen av landet. Orten hade 6 640 invånare vid folkräkningen 2010, och är kommunens tredje största ort sett till befolkning.